# Ferocactus johnstonianus
Ferocactus johnstonianus ist eine Pflanzenart aus der Gattung Ferocactus in der Familie der Kakteengewächse (Cactaceae). Das Artepitheton johnstonianus ehrt den US-amerikanischen Botaniker Ivan Murray Johnston.

## Beschreibung
Ferocactus johnstonianus wächst einzeln mit kugelförmigen bis kurz zylindrischen Trieben und erreicht bei Durchmessern von 35 Zentimetern Wuchshöhen von mehr als 1 Meter. Es sind 24 bis 31 leicht gehöckerte Rippen vorhanden. Die 22 bis 25 etwas auswärts gebogenen, pfriemlichen Dornen sind goldgelb und werden im Alter braun. Sie sind bis zu 6 Zentimeter lang und lassen sich nicht in Mittel- und Randdornen unterscheiden.
Die trichterförmigen, gelben Blüten erreichen eine Länge von bis zu 5 Zentimeter und weisen Durchmesser von 3,5 Zentimeter auf. Die 3 Zentimeter langen Früchte reißen manchmal mit einer basalen Pore auf.

## Verbreitung, Systematik und Gefährdung
Ferocactus johnstonianus ist auf der zum mexikanischen Bundesstaat Baja California gehörenden Insel Ángel de la Guarda verbreitet.
Die Erstbeschreibung erfolgte 1923 durch Nathaniel Lord Britton und Joseph Nelson Rose. Ein nomenklatorisches Synonym ist Ferocactus acanthodes var. johnstonianus (Britton & Rose) G.Unger (1992).
In der Roten Liste gefährdeter Arten der IUCN wird die Art als „Least Concern (LC)“, d. h. als nicht gefährdet geführt.

## Nachweise